# Kristine Lilly
Kristine Marie Lilly (Nueva York, 22 de julio de 1971) es una exfutbolista estadounidense que ha jugado en la selección femenina de fútbol de los Estados Unidos durante 23 años.
Lilly creció en Wilton, Connecticut, donde su primo Derek Lilly entrenaba al equipo de fútbol de la Wilton High School. Fue a la Universidad de Carolina del Norte en Chapel Hill, donde ganó el Hermann Trophy en 1991. Ese mismo año ganó el Campeonato Mundial de la FIFA, y en la victoria contra China destacó junto a figuras como Mia Hamm, Michelle Akers, Julie Foudy, Brandi Chastain, Joy Fawcett.

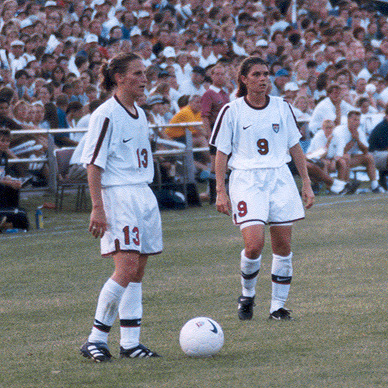
Lilly (izquierda) junto a Mia Hamm en St. Louis 1998

## Trayectoria
El debut tuvo lugar el 3 de agosto de 1987, tan solo 12 días después de que cumpliera 16 años, en un partido disputado contra China.
Kristine Lilly es la única futbolista que ha disputado cinco fases finales de la Copa Mundo Femenina de la FIFA (1991, 1995, 1999, 2003 y 2007). Ha jugado en 342 partidos internacionales con la selección femenina de fútbol de Estados Unidos, en los que ha marcado 129 tantos, siendo superada únicamente por Cristiano Ronaldo con 130 goles
Lilly también es la jugadora más veterana que ha anotado en una fase final: tenía 36 años y 62 días cuando marcó el tercer gol en la victoria de su equipo por 3-0 en los cuartos de final contra Inglaterra en Tianjin, en septiembre de 2007.